# Thomas Villadsen
Thomas Skamby Villadsen (Kopenhagen, 4 september 1984) is een Deens voetballer die als doelman uitkomt voor Nykøbing FC.
In de jeugd kwam hij uit voor Vanløse IF, FC Nordsjælland (1997–2000) en KB (2000–2006). Villadsen zat in het seizoen 2005/07 bij de selectie van FC Kopenhagen maar debuteerde niet. Toen zijn contract in de zomer van 2007 afliep, ging hij twee seizoenen naar FC Emmen. In het seizoen 2009/2010 begon Villadsen bij FC Nordsjælland. Begin 2010 trok hij naar het Roemeense Ceahlăul Piatra Neamț waar hij tot juli 2012 actief was. Na zijn Roemeens avontuur keerde Villadsen terug naar FC Nordsjælland dat hem gedurende seizoen 2013-2014 verhuurd aan AC Horsens. In 2014 ging hij naar FC Vestsjælland waar hij niet aan spelen toe kwam. Hij werd in verhuurd aan FC Roskilde en nadat Vestsjælland eind 2015 failliet ging, vond hij begin 2016 in Nykøbing FC een nieuwe club.
| Club                  | Seizoen   | Wedstrijden | Competitie     |
| --------------------- | --------- | ----------- | -------------- |
| FC Kopenhagen         | 2006/2007 | 0           | SAS Ligaen     |
| FC Emmen              | 2007/2008 | 36          | Jupiler League |
| FC Emmen              | 2008/2009 | 25          | Jupiler League |
| FC Nordsjælland       | 2009/2010 | 0           | SAS Ligaen     |
| Ceahlăul Piatra Neamț | 2009/2010 | 17          | Liga 1         |
| Ceahlăul Piatra Neamț | 2010/2011 | 23          | Liga 1         |
| Ceahlăul Piatra Neamț | 2011/2012 | 16          | Liga 1         |
| FC Nordsjælland       | 2012/2013 | 0           | Superligaen    |
| AC Horsens (huur)     | 2013/2014 | 12          | 1. division    |
| FC Vestsjælland       | 2014/2015 | 0           | Superligaen    |
| FC Roskilde (huur)    | 2014/2015 | 17          | 1. division    |
| FC Vestsjælland       | 2015/2016 | 0           | 1. division    |
| Nykøbing FC           | 2015/2016 |             | 2. division    |